# Madonna col Bambino in gloria con i santi Rocco, Martino e Sebastiano
La Madonna col Bambino in gloria con i santi Rocco, Martino e Sebastiano è un dipinto a olio su tela centinata (328x213 cm) del Moretto, databile al 1525 circa e conservato nella basilica di Santa Maria delle Grazie di Brescia, come pala del settimo altare destro.
L'opera è ascrivibile all'ultima giovinezza o primissima maturità del Moretto, già slegato dalle composizioni stilizzate e dalle cromie fumose delle opere precedenti per preferire tonalità più limpide e tratti decisi, con alcuni particolari di alta resa artistica. La composizione resta invece abbastanza canonica e forzata, un poco slegata, segno evidente delle ancora troppo influenti tradizioni bresciane in campo pittorico.

## Storia
La tela viene dipinta probabilmente nel 1525 per quello stesso altare nella chiesa di Santa Maria delle Grazie, dove rimarrà nei secoli fino ad oggi. Nella chiesa si trovavano originariamente altre due opere del Moretto, Sant'Antonio da Padova tra i santi Antonio Abate e Nicola da Tolentino e la Natività di Gesù con san Girolamo e un donatore gerolamino: entrambe sono oggi custodite nella Pinacoteca Tosio Martinengo e qui sostituite con copie.

## Descrizione
La tela segue una composizione abbastanza canonica, con la Madonna e il Bambino in gloria fra le nuvole nel livello superiore e alcuni santi in basso in atteggiamento di adorazione, in questo caso san Sebastiano, san Martino e san Rocco, da sinistra a destra. Un cielo notturno rigato da nubi fa da sfondo assieme a un paesaggio alberato che si intravede tra i santi. San Sebastiano e san Rocco seguono l'iconografia tradizionale: il primo è legato ad un palo e trafitto da frecce, il secondo porta il bastone da pellegrino e sulla gamba sinistra, scoperta dal calzone ravvolto attorno alla caviglia, si intravede una piaga. San Martino è infine raffigurato in sontuose vesti episcopali, con bastone pastorale e mitria.

## Stile
L'opera è sempre stata classificata, sin dalla letteratura antica, come opera giovanile del Moretto. Francesco Paglia, ad esempio, nel 1630 la qualifica "di sua prima maniera". Una certa immaturità di esiti è invece colta da Giulio Antonio Averoldi il quale, pur lodando molti particolari dell'opera, specialmente la straordinaria resa delle mani di san Rocco viste di scorcio, conclude che "la nudità del Martire [Sebastiano] per la soverchia diligenza riesce invero alquanto dura".
A ribadire la qualità giovanile dell'opera è ancora Paolo Brognoli nel 1826. Un'attenta analisi critica del dipinto è condotta da Camillo Boselli nel 1954, che vede non ancora risolte le incertezze fra i valori della tradizione pittorica bresciana e le nuove suggestioni che arrivano da Venezia, poiché se la brescianità "sembra dominare padrona nelle figure di san Rocco, nel liquido paesaggio, nell'ampio viso brunito del vescovo Martino, nella conchiusa figura di Maria entro le nubi luminose, ecco Venezia inserirsi non tanto nella classica figura di Sebastiano, quanto nel ricco, sontuoso piviale del vescovo in cui la luce gioca razzando sull'oro e sul rosso". Questa ricchezza, prosegue il Boselli, non deve però essere vista come un puro accrescimento, una citazione superflua, bensì come un vero fatto stilistico che, seppur a fatica, sta entrando nell'arte del pittore e, in generale, nella pittura bresciana. Il limite di fondo di queste opere giovanili, conclude il critico, sta ancora nella composizione abbastanza forzata, che "evidenzia un impaccio nel disporre le figure e nel legarle fra loro, per cui il pittore giunge frequentemente a delle forzature", ancora riscontrabili, ad esempio, nella Madonna col Bambino in gloria con i santi Giovanni evangelista, Agostino, Agnese, Giovanni Battista e due devoti della chiesa di San Giovanni Evangelista a Brescia, dipinta alcuni anni dopo.
In sostanza, la tela è ascrivibile all'ultima giovinezza o primissima maturità del Moretto, già slegato dalle composizioni stilizzate e dalle cromie fumose delle opere precedenti, come il Cristo con la croce e un devoto, e già chiaramente improntato su tonalità più limpide e tratti decisi, con rese artistiche anche di alta qualità come nelle già citate mani di san Rocco e nella veste di san Martino.